# Doris Kiesow
Doris Kiesow, geboren als Dorothea Charlotte Gertrud Kiesow (* 11. Dezember 1902 in Köln-Deutz; † 1973 in München), war eine deutsche Schauspielerin.

## Leben
Die gebürtige Kölnerin hatte nach der Schauspielschule in Köln zu Beginn der 1920er Jahre Theaterengagements in Rheydt, später am Stadttheater Chemnitz, am Albert-Theater Dresden und an den Hamburger Kammerspielen, ehe sie 1930 den Schauspielkollegen Paul Verhoeven heiratete. Infolge der Geburt der Kinder Lis (1931–2019) Monika (1936–2024) und Michael (1938–2024) unterbrach Doris Kiesow-Verhoeven ihre schauspielerischen Aktivitäten für längere Zeit und widmete sich anfänglich ganz der Familie. Schließlich kehrte sie, inzwischen Wahl-Münchnerin geworden, nach 1945 zur Bühne, der Kleinen Komödie und den Münchner Kammerspielen und dem Bayerischen Staatsschauspiel zurück und trat seit Beginn der 1950er Jahre auch vor die Kamera. In Kino- wie Fernsehfilmen spielte Doris Kiesow mittelgroße bis kleine Rollen, meist als normale Frau aus dem Volk oder als Ehegattin.
Doris Verhoeven ist im Familiengrab auf dem Münchner Waldfriedhof beigesetzt, neben ihrem Mann und der gemeinsamen Tochter Lis.

## Filmografie
- 1951: Die Schuld des Dr. Homma
- 1952: Ein ganz großes Kind
- 1952: Das kann jedem passieren
- 1953: Hochzeit auf Reisen
- 1957: Zwischen Himmel und Meer (Fernsehfilm)
- 1959: Der Mann im Manne (Fernsehfilm)
- 1961: Schiffer im Strom (TV-Dreiteiler)
- 1962: Schneewittchen und die sieben Gaukler
- 1963: Kleider machen Leute (Fernsehfilm)
- 1963: Das Haus in Montevideo
- 1964: Der Feigling und die Tänzerin (Fernsehfilm)
- 1965: Tag für Tag (Fernsehfilm)
- 1965: Das Kriminalmuseum Folge 19: Die Brille
- 1965: Die fromme Helene
- 1966: Bethanien (Fernsehfilm)
- 1967: Zug der Zeit (Fernsehfilm)
- 1967: Der Schpunz (Fernsehfilm)
- 1968: Bengelchen liebt kreuz und quer
- 1969: Die Ratten (Fernsehfilm)
- 1969: Schrei vor dem Fenster (Folge der Fernsehserie Der Kommissar)
- 1970: Wir hau’n die Pauker in die Pfanne
- 1971: Olympia - Olympia (Fernsehfilm)
- 1972: Finito l’amor